# Hydriomena cyra
Hydriomena cyra là một loài bướm đêm trong họ Geometridae.